# Robert Lach
Robert Lach (Viena, 29 de gener de 1874 - Salzburg, 11 de setembre de 1958) fou un compositor i musicòleg austríac.
Cursà els seus estudis musicals al Conservatori de Viena, on tenia per professors en Robert Fuchs, Richard Wallaschek i Guido Adler. Es graduà com a doctor en Filosofia a la Universitat de Praga el 1902. El 1911 fou nomenat director de la Secció de Música de la Biblioteca Nacional de Viena i des del 1920 fou professor de la universitat, on entre altres alumnes tingué el seu conciutadà Franz Mixa i l'estatunidenc Glen Haydon (1896-1966).
Les seves investigacions folklòriques, així com llurs anàlisi i comentaris del drama musical wagnerià, verdaderament importants, li conqueriren una sòlida reputació en el camp de la musicologia.
La seva obra de compositor, força extensa, comprèn des del lied a les grans produccions per a orquestra i cor. Va cultivar amb preferència el gènere de cambra (sonates, trios, quartets, etc.,.).

## Obres
La seva bibliografia comprèn:
- W. A. Mozart as Theoretiker (1918)
- Orientalistik und vergleichende Musikwissenschaft (1917)
- Gesänge russischer Kriegsgefangenen (1918)
- Die Musik der Türk-tartarischen, finnisch-ugrisschen und Kaukasusvölker (1920)
- Altdeusche Volkslieder (1918)
- Zur Geschichte des Gesellschaftstanzes im 18. Jahrhundert(1920)